# 天門山寺
天門山寺（てんもんざんじ）は、中華人民共和国湖南省張家界市永定区天門山にある仏教寺院。

## 歴史
870年（咸通11年）に建立された。山中に創建された霊泉院が天門山寺の起源であるとされ、中華民国の時の兵火により一度は廃寺となった。
現在の天門山寺は、1949年に地元政府が再建したものであり、それぞれの建物は比較的新しいものである。
2009年6月8日、釈迦牟尼の舎利が納められている。

## 伽藍
大雄宝殿（本堂）、天王殿、蔵経閣、観音殿、鐘楼、鼓楼、画廊

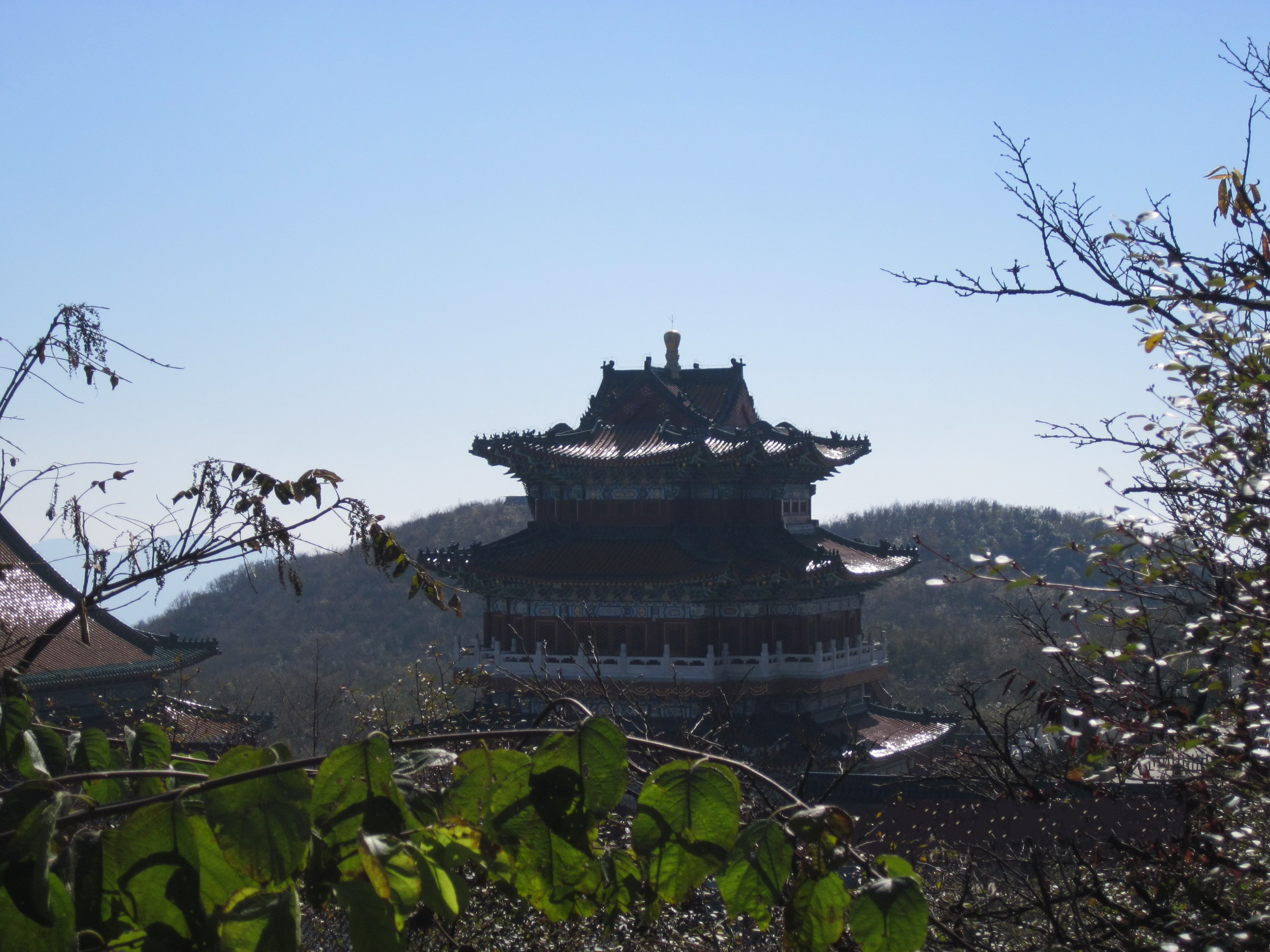
山門
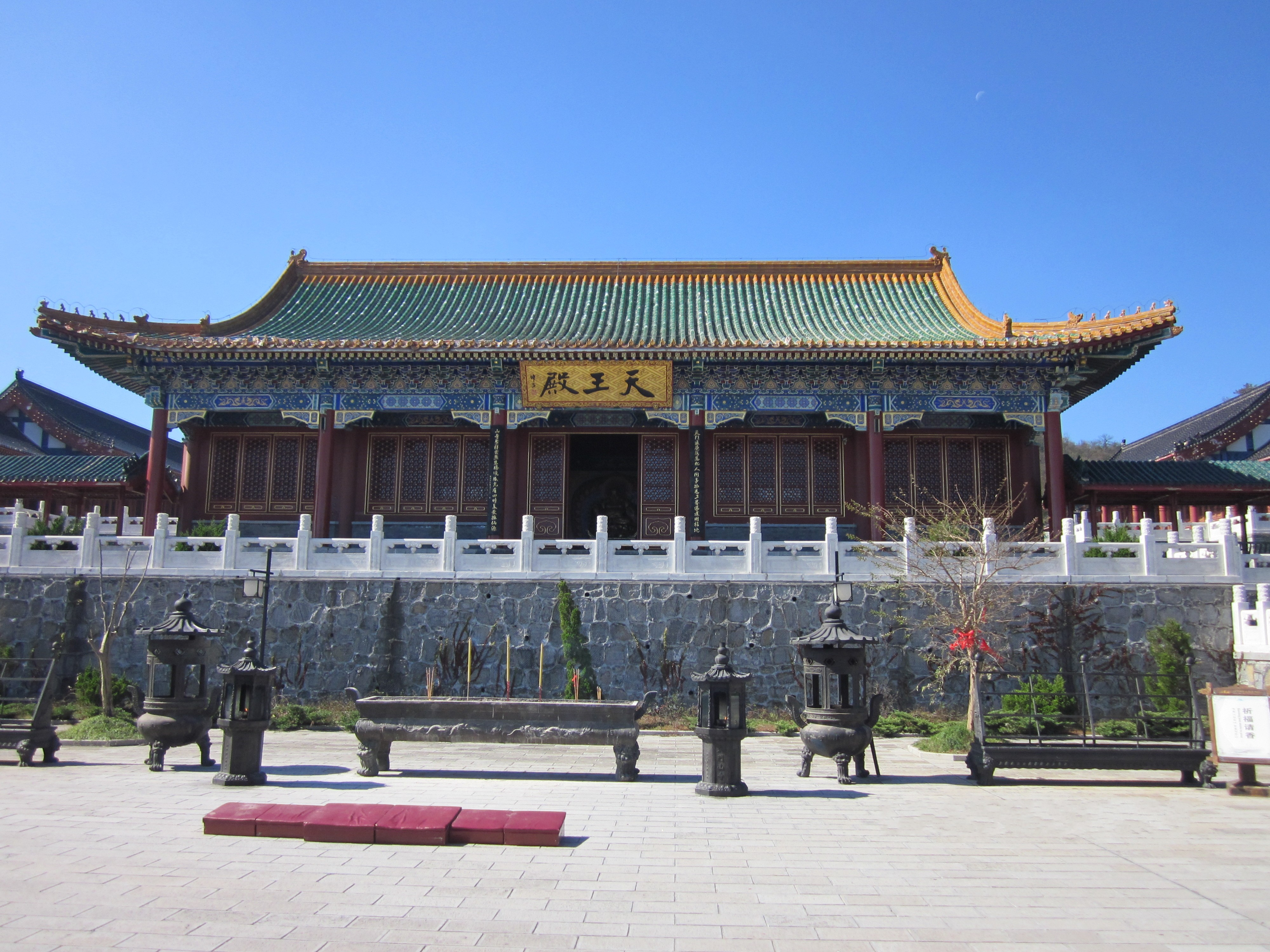
天王殿
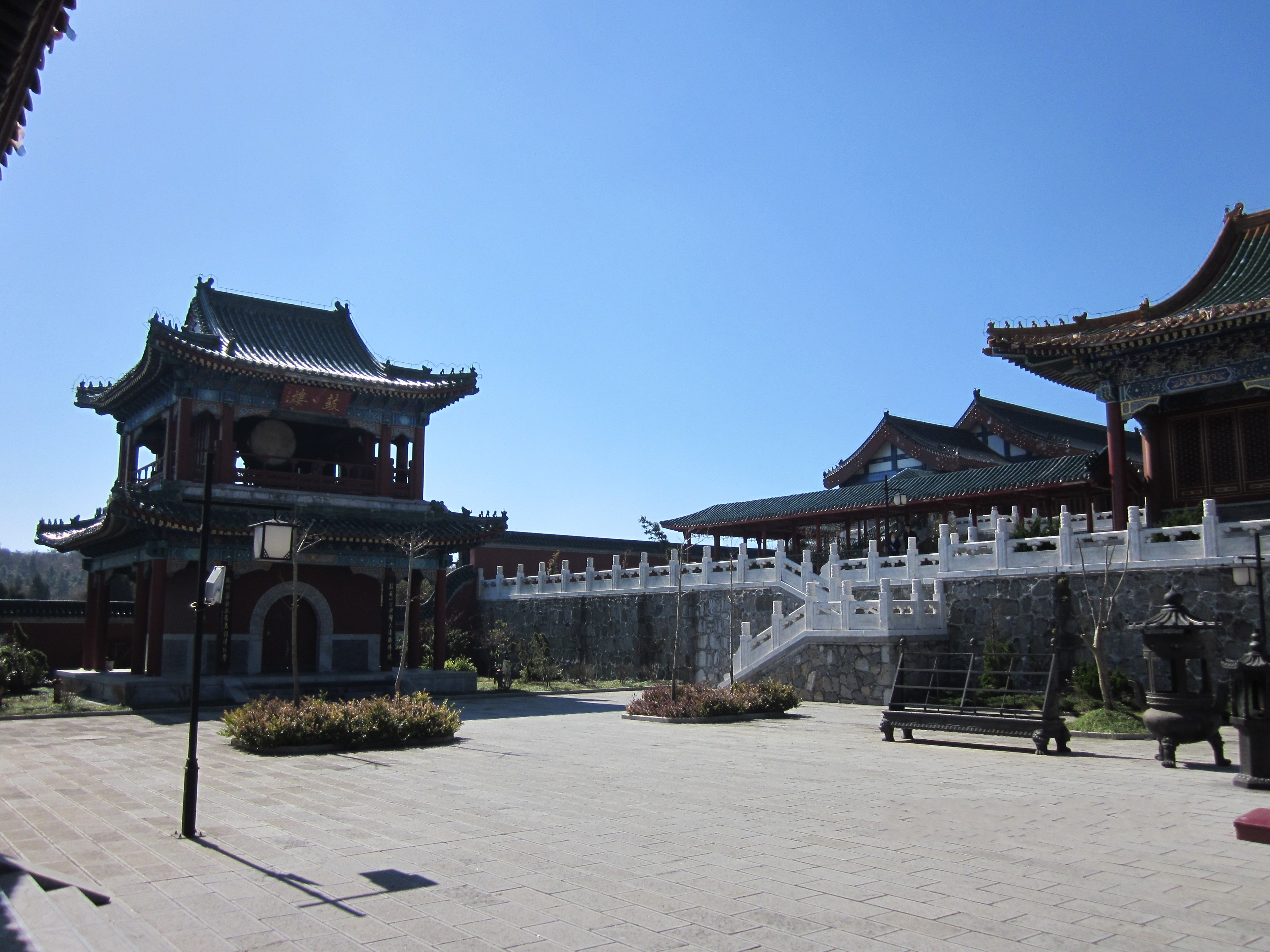
鼓楼
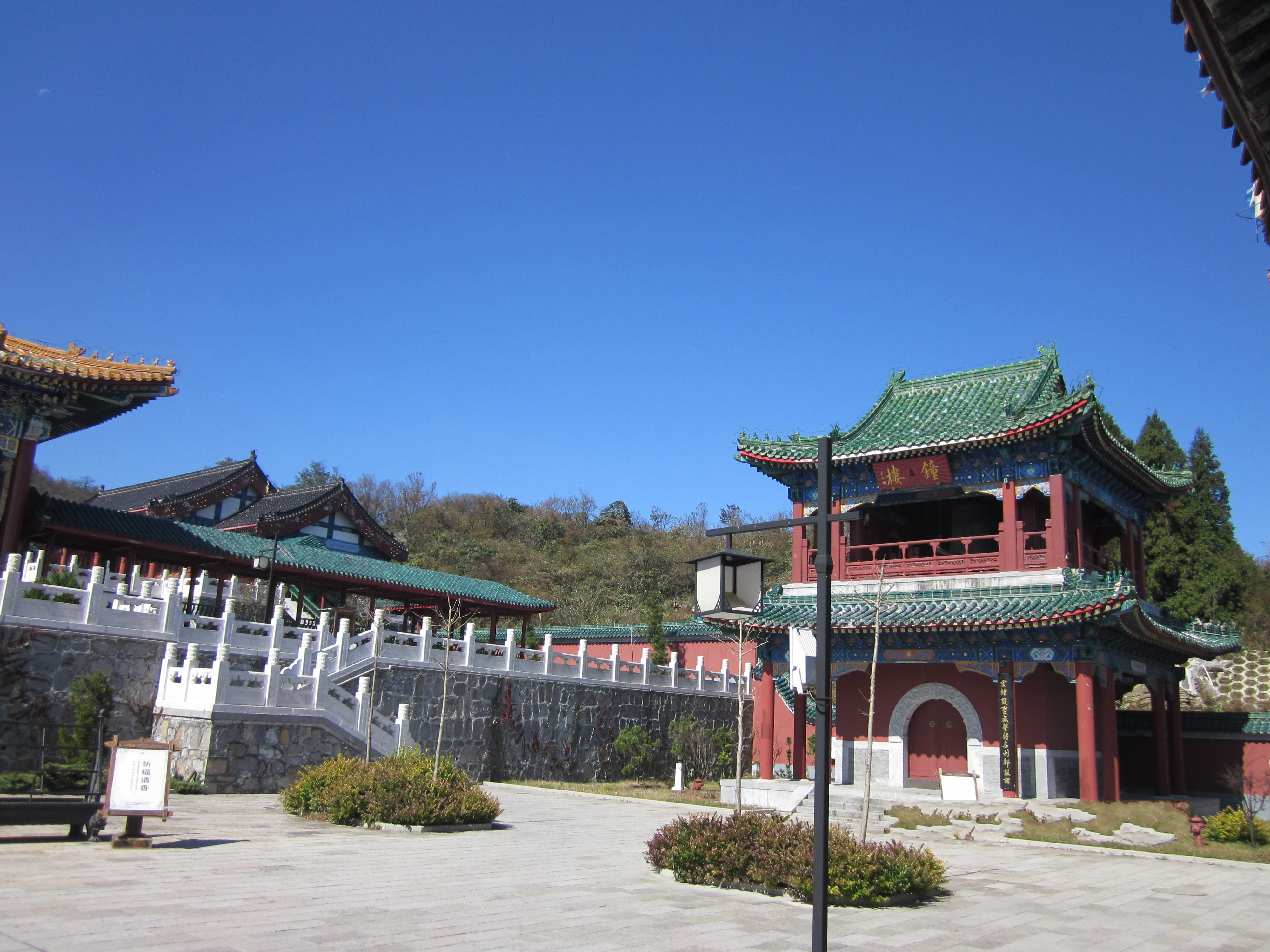
鐘楼
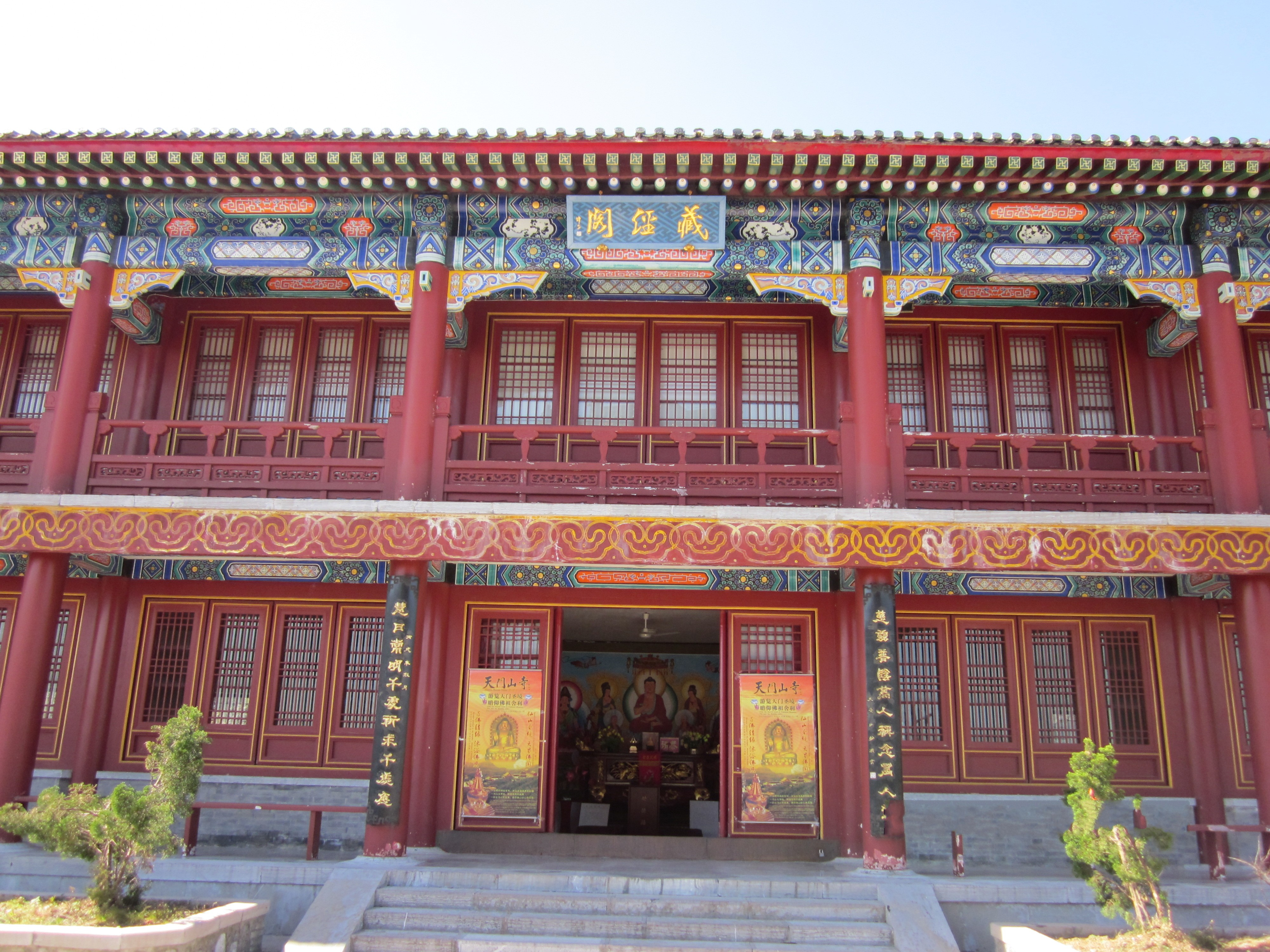
蔵経閣
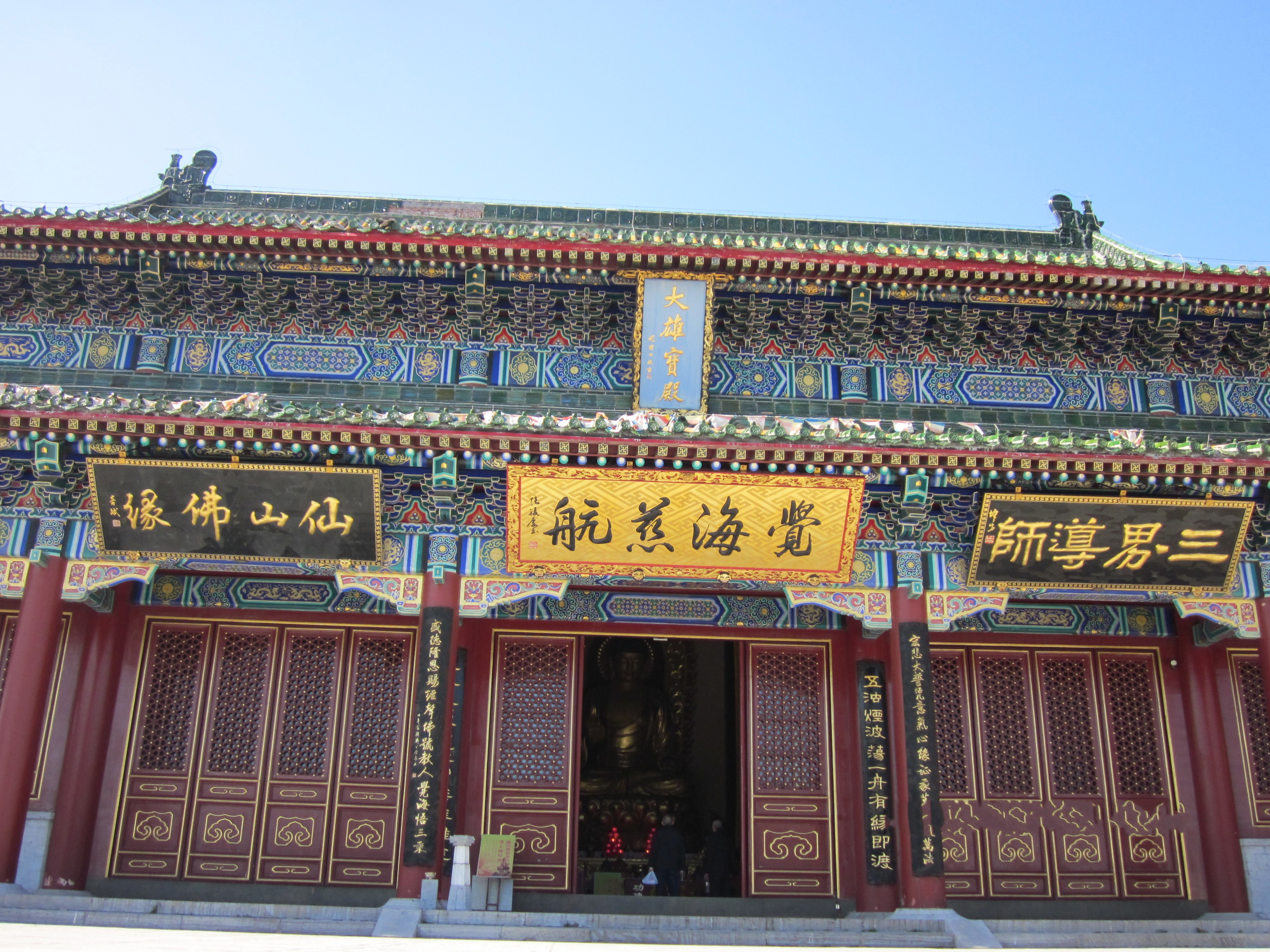
本堂
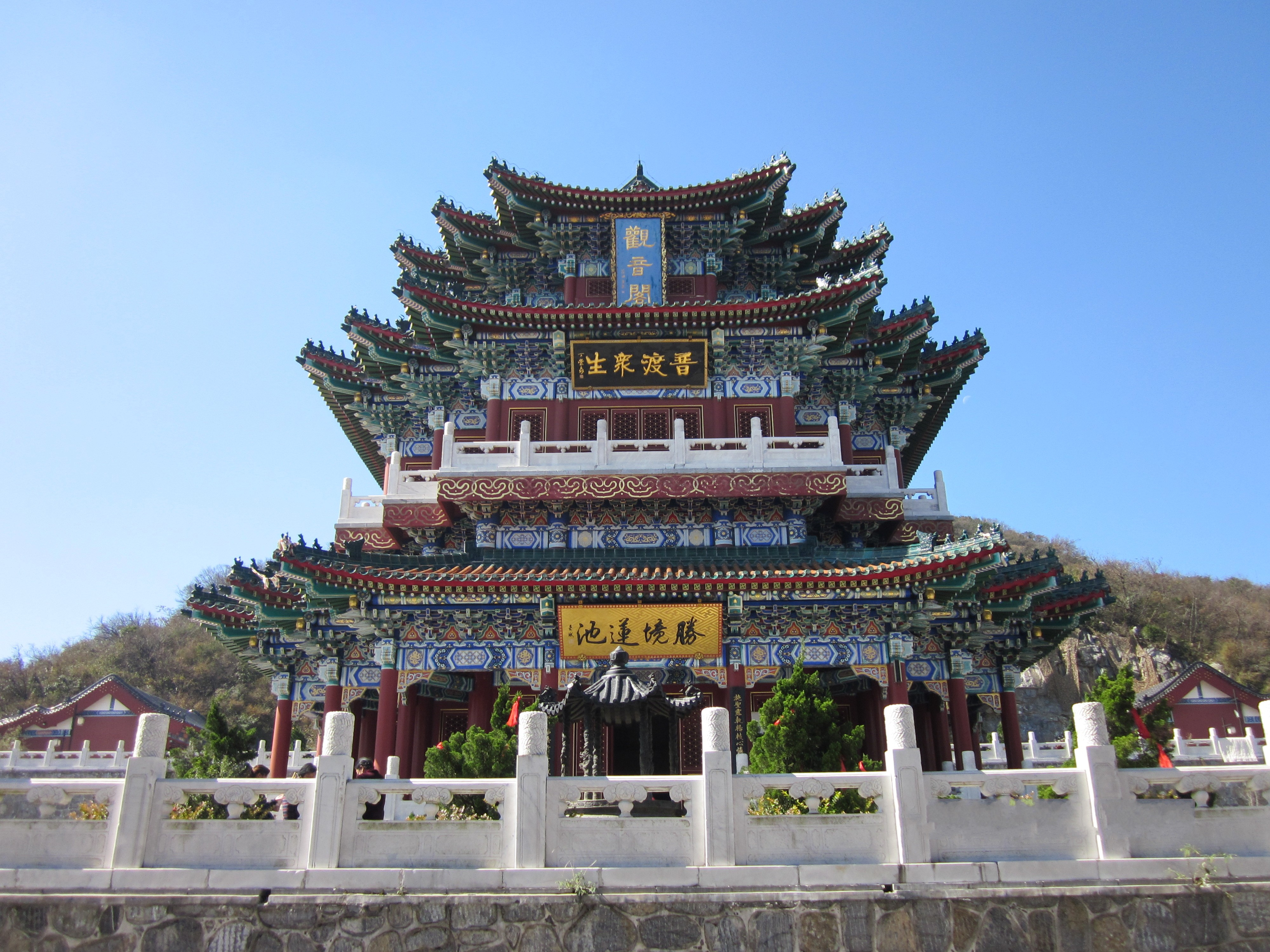
観音殿